# Občina Slovenske Konjice
Občina Slovenske Konjice  predstavlja središče Dravinjske doline in je obdana z Bočem, Konjiško goro, Dravinjskimi goricami in Dravskim poljem. Občina meri 98 km2 in se po površini med slovenskimi občinami uvršča na 72. mesto.
Znamenita Žička kartuzija je uvrščena med kulturne spomenike državnega pomena.

## Naselja v občini
Bezina, Blato, Brdo, Breg pri Konjicah, Brezje pri Ločah, Dobrava pri Konjicah, Dobrnež, Draža vas, Gabrovlje, Gabrovnik, Kamna Gora, Klokočovnik, Koble, Kolačno, Konjiška vas, Kraberk, Ličenca, Lipoglav, Loče, Mali Breg, Mlače, Nova vas pri Konjicah, Novo Tepanje, Ostrožno pri Ločah, Penoje, Perovec, Petelinjek pri Ločah, Podob, Podpeč ob Dravinji, Polene, Preloge pri Konjicah, Prežigal, Selski Vrh, Slovenske Konjice, Sojek, Spodnja Pristava, Spodnje Grušovje, Spodnje Laže, Spodnje Preloge, Spodnji Jernej, Stare Slemene, Strtenik, Suhadol, Sveti Jernej, Škalce, Škedenj, Špitalič pri Slovenskih Konjicah, Štajerska vas, Tepanje, Tepanjski Vrh, Tolsti Vrh, Vešenik, Zbelovo, Zbelovska Gora, Zeče, Zgornja Pristava, Zgornje Laže, Žiče

## Občinski simboli

### Grb
Občinski grb je nastal pred letom 1571 in ga štejemo med t. i. slovensko govoreče grbe. Ima obliko ščita, na njem pa je upodobljen levo vzpenjajoči neosedlan beli konj na rdečem polju z zlato-rumeno obrobo. Opis konjiškega grba je tudi v občinskem statutu, sprejetem 25. marca 1999. Značilni konjiški grb je prikazan tudi v Pircheggerjevi knjigi Steirische Ortswappen.

### Zastava
Zastava občine Slovenske Konjice je belo-rumena. Vsaka barva zavzema po dolžini polovico prostora zastave. Barvi zastave sta razporejeni po vrstnem redu od zgoraj navzdol: bela, rumena. Sredi zastave je grb občine. Pri horizontalni zastavi je razmerje med širino in višino dva proti ena. Opis konjiške zastave je tudi v občinskem statutu, sprejetem 25. marca 1999.

### Neuradna himna
Neuradna himna Slovenskih Konjic je Konjiški valček, katerega besedilo je napisala Silva Železnik-Einfalt, glasbo pa Jurij Zdovc st.
KONJIŠKI VALČEK

Ob vznožju zelene Konjiške gore

prijazne Konjice leže,

skoz mesto se vije Dravinja lahno,

grad stari se dviga v nebo.

V jeseni po sadju diši naokrog,

razlega se pesem povsod,

veselo vse dni se klopotec vrti,

v Škalcah pa grozdje zori.

ref. 2x:

V Konjicah je lepo, ko jablane cveto,

ko gora zeleni in polje rumeni,

najlepši pa je čas, ko čričkov mili glas,

se v Škalcah oglasi, v trgatev vse hiti.

## Občinska uprava

### Organiziranost občinske uprave od 18. stoletja do 2. svetovne vojne
V letih 1747-48 so bile z upravnimi reformami Marije Terezije kot nižja državna oblasti v avstrijskih deželah ustanovljena okrožja oz. kresije z okrožnimi uradi, na čelu katerih so bilo okrožni glavarji. Slovenski del Štajerske je bil razdeljen med mariborsko in celjsko okrožje. Konjiško območje je med letoma 1748 in 1849 spadalo v okvir celjskega okrožja. Konec 18. stoletja pa se pojavijo zametki upravnih okrajev, ki so se razvili iz nabornih okrajev. Na konjiškem območju je bilo ustanovljenih 5 nabornih okrajev in sicer: Konjice, Oplotnica, Vitanje, Zbelovo in Zreče. Sprva so imeli naborni okrajni komisariati zgolj naloge v zvezi z izvajanjem vojaškega nabora, sčasoma pa so dobili še številne druge zaposlitve kot npr. skrb za statistiko, gradnjo cest, izdelavo katastra, policijo, šolski nadzor, ... nadzor nad delom okrajnih komisariatov je imelo pristojno okrožno glavarstvo. Za konjiško območje je bilo pristojno okrožno glavarstvo Celje. V zvezi z izvajanjem davčne reforme so se konec 18. stoletja razvile tudi davčne oz. katastrske občine.
Z marčno revolucijo 1848 je bila v Avstriji odpravljena dotedanja upravna ureditev ukinjena in uveljavljena nova, ki se je z manjšimi popravki obdržala do razpada Avstro-ogrske leta 1918. Z novo upravno ureditvijo so se obdržale dežele, dežela Štajerska je bila še naprej razdeljena na okrožja. Celotno slovensko območje Štajerske je bilo leta 1949 združeno v mariborsko okrožje.
Celjsko okrožje je bilo odpravljeno in njegovo območje priključeno mariborskemu okrožju, ki je bilo razdeljeno na upravne okraje z okrajnimi glavarstvi. V okviru upravnih okrajev pa so nastali sodni in davčni okraji. Istega leta so bile kot samoupravne enote uzakonjene tudi krajevne občine. Konjiško območje je po letu 1949 spadalo k mariborskemu okrožju, ter celjskemu okrajnemu glavarstvu. Tega leta sta bila ustanovljena tudi davčni in sodni okraj Konjice. Ena najpomembnejših pridobitev avstrijske države po marčni revoluciji je bila ustanovitev krajevnih občin, kot samoupravnih enot. V delokrog občin je spadalo upravljanje občinskega premoženja, skrb za reveže, osnovno šolstvo, itd. Od države pa so občine dobile tudi druge naloge, npr. nadzorstvo nad prebivalstvom, pomoč pri novačenju vojaških nabornikov, namestitev vojske. Tako je bilo v konjiškem sodnem okraju ustanovljenih 30 krajevnih občin, ki so skupaj zajemale 50 katastrskih občin. Do sprememb v upravni ureditvi je prišlo v začetku 50. let dvajsetega stoletja, ko so bila ukinjena okrajna glavarstva, katere so nadomestili okrajni uradi, ki so združevali upravno in sodno oblast. Na območju prejšnjega sodnega okraja Konjice je bil ustanovljen Okrajni urad Konjice.
V 60. letih dvajsetega stoletja je zopet prišlo do sprememb, ko je bilo ukinjeno mariborsko okrožje. Leta 1867 so bila ukinjeni okrajni uradi in ponovno vzpostavljena okrajna glavarstva in okrajna sodišča. Konjiški sodni okraj je spadal pod celjsko okrajno glavarstvo do leta 1903. Takrat je bil izločen in celjskega okrajnega glavarstva ter postal samostojen političen okraj z Okrajnim glavarstvom Konjice.
Po sprejetju vidovdanske uprave je bilo ozemlje Slovenije, ki je pripadalo jugoslovanski državi, razdeljeno na Ljubljansko in Mariborsko oblast, na nižjem nivoju pa na okraje oz. sreze ter občine. Tudi v obdobju med obema vojnama je obstajal okraj Konjice, ki je bil vzpostavljen leta 1903, le da se je kasneje imenoval srez Konjice. Namesto prejšnjega okrajnega glavarstva je okraju načelovalo Sresko poglavarstvo Konjice, ki se je leta 1929 preimenovalo v Sresko načelstvo Konjice.
Do večjih sprememb v ureditvi občin je prišlo v 30. letih. Zakon o občinah iz leta 1933 je namreč določal, da mora občina šteti vsaj 3.000 prebivalcev, kar je privedlo do združevanja (komasacij) manjših občin, kar so zaključili leta 1937. S temi komasacijami se je v konjiškem okraju število občin skrčilo na 6 velikih občin (prej 30).
Leta 1937 je bila občina Konjice-trg združena z občino Konjice-okolica v novo občino Slovenske Konjice, ki sta ji bili pridruženi še katastrski občini Perovec in Tepanje.
Iz popisa leta 1931 je razvidno, da je takrat občina Konjice štela 21.234 prebivalcev.
Med okupacijo je okraj Konjice spadal v okvir Spodnje Štajerske, ki ji je načeloval šef civilne uprave. Do julija 1941 Nemci uprave na nižjem nivoju niso spreminjali. Obdržali so okraje in občine, razpuščena pa so bila sreska načelstva in občinski odbori ter odstavljeni slovenski župani. Župan konjiške občine v času nemške okupacije je bil frizer Avgust Raditsch (tudi Avgust Radič). Na območju bivšega konjiškega okraja so obstajale občine: Konjice (Gonobitz), Oplotnica (Hagau), Prihova (Preichau), Zreče (Hohlenstein), Loče (Plankenstein) ter Vitanje (Weitenstein). Število občin se sicer ni spremenilo, so pa le ta dobila nemška imena.

### Nova upravna ureditev od 1945 do 1952
Takoj po osvoboditvi maja 1945 je bila okupacijska upravna ureditev v Sloveniji z odlokom razveljavljena. Na tej podlagi je bila Slovenija razdeljena na okrožja, okraje in kraje. Konjiško območje je ponovno dobilo svoj okraj, ki je spadal pod celjsko okrožje (to je bilo že januarja 1947 ukinjeno). Konjiški okraj je obstajal do februarja 1948, ko je bil ukinjen.
Leta 1945 je bilo konjiško območje razdeljeno na 26 krajev kot najnižjih upravnih enot. Kraj Slovenske Konjice je obsegal samo katastrsko občino Slovenske Konjice s pripadajočimi naselji: Blato, Prevrat, Slovenske Konjice in Zgornja Pristava. Do leta 1948 je prišlo do številnih sprememb, saj so se nekateri kraji združili. 1946 so konjiškemu okraju priključili kraja Dolič in Sveti Florjan v Doliču, ki sta do takrat spadala v okraj Šoštanj. S tem se je število krajev omenjenem okraju povečalo na 28.
Po ukinitvi konjiškega okraja leta 1948 so to območje razdelili med okraja Poljčane in Celje-okolica, majhen del pa je prišel pod okraj Dravograd.

### Ustanovitev mestne občine Slovenske Konjice
Do pomembnih sprememb v teritorialni razdelitvi Slovenije je prišlo v letu 1952, ko je bil (v mesecu aprilu) sprejet Zakon o razdelitvi Ljudske republike Slovenije na mesta, okraje in občine. Aprila 1952 so bili tako ukinjeni kraji s krajevnimi ljudskimi odbori, nadomestile pa so jih občine z občinskimi ljudskimi odbori. Te občine so bile še vedno samo administrativne enote, nastale pa so z združitvijo več krajev. Med predvidenimi novimi občinami je bila tudi mestna občina Slovenske Konjice, ki naj bi teritorialno obsegala območje krajev Slovenske Konjice, Konjiška vas, Stranice, Škalce, Bezina, Špitalič ter del Prihove. Občino so teritorialno sestavili iz 12 katastrskih občin. Poleg mestne občine Slovenske Konjice pa so bile na Konjiškem aprila 1952 ustanovljene še občine Loče, Vitanje ter Zreče. Vse so spadala pod okraj Celje-okolica. Ker so imele Konjice položaj mestne občine, se je njen ljudski odbor imenoval Ljudski odbor mestne občine Slovenske Konjice.
Skupno število 1134 občin v letu 1931 se je že leta 1952 zmanjšalo na vsega skupaj 130 občin.

### Ustanovitev velike občine (komune) Slovenske Konjice
Prelomnico v položaju teritorialnih enot pomeni leto 1955, ki ga štejemo za leto vzpostavitve komunalnega sistema, to je sistema, v katerem dobi občina položaj »komune«. V najširšem smislu je pojem občine predstavljal organizirano skupnost ljudi, ki na določenem območju izvršuje oblast in upravlja druge družene zadeve. Bila je oblastna in samoupravna skupnost, večino nalog pa je opravljala za državo. Opisan koncept občine, temelječe na načelu, po katerem le-ta predstavlja osnovno družbeno-ekonomsko skupnost, je zahteval oblikovanje ekonomsko in finančno močnejših občin ter teritorialno večjih občin, ki bi lahko uspešneje uresničevale svoje osnovne naloge. Ob tem lahko ugotovimo, da so v začetni fazi komunalnega sistema zlasti poudarjali gospodarske funkcije komune, ki naj bi predstavljala nekakšen zaokrožen gospodarski organizem, ki bi bil kot celota sposoben samostojnega življenja. S tem pride do velikih sprememb v razvoju občin. V Sloveniji so tako ustanovljene komune (velike občine), ki so se z določenimi spremembami ohranile vse do leta 1994. Nastale so s komasacijami več manjših občin, novoustanovljene občine pa so imele tudi neprimerno več pristojnosti kot dotedanje. Sčasoma so se nanje prenesle vse pristojnosti, ki jih je prej imel okraj. Posledica tega je bila, da so bili okraji leta 1965 ukinjeni. Takrat je bil ukinjen tudi okraj Celje, pod katerega je konjiška občina spadala v obdobju 1952-1965. z odpravo okrajev so občine postale temeljne družbenopolitične skupnosti.
Med novoustanovljenimi velikimi občinami je bila tudi komuna Slovenske Konjice, v katero so se združile občine Loče, Slovenske Konjice, Vitanje in Zreče. S poslovanjem je začela 1.9.1955, obsegala pa je 35 katastrskih občin in 83 njim pripadajočih naselij.
Kot svoje dislocirane upravne organe je Občinski ljudski odbor Slovenske Konjice za območja bivših občin Loče, Vitanje ter Zreče ustanovil krajevne urade. V njihovi pristojnosti je bilo vodenje matičnih knjig, državljanske knjige in volilnega imenika. Poleg tega so izdajali tudi živinske potne liste ter sprejemali vloge državljanov za občinski ljudski odbor.
Leta 1974 so v okviru občin kot teritorialne samoupravne skupnosti postale obvezne krajevne skupnosti. Na območju obravnavane občine je tako nastalo 22 krajevnih skupnosti.
Komune so bile po teritorialnem obsegu zelo velike, njeni organi pa so opravljali nad 90 % nalog iz prenesenega delokroga - zaradi tega so bile za uveljavljanje lokalne samouprave povsem neprimerne.

### Preoblikovanje občin 1994
Do novega oblikovanja občin v samostojni in neodvisni Republiki Sloveniji, v letu 1994, je tako obstajalo 62 občin.
Po osamosvojitvi Republike Slovenije je bilo uvajanje lokalne samouprave eno najpomembnejših in najzahtevnejših nalog v novi državi, saj je šlo pri tem za korenito spremembo dotedanje ureditve v smeri »klasične lokalne samouprave« evropskega tipa. Kot eno osrednjih vprašanj ob uvajanju novega sistema lokalne samouprave se je pojavljalo vprašanje teritorialnega oblikovanja novih občin. Pri tem so izhajali iz osnovne ugotovitve, da so bile dotedanje občine kot komune koncipirane predvsem kot osnovna družbena in gospodarska (tudi planska) enota takratne ureditve ter enota za opravljanje dekoncentriranih nalog države (državne uprave) in zato prevelike za uresničitev vloge prave klasične občine.
Občina naj bi bila na svojem območju sposobna zadovoljevati potrebe občanov, podjetij in države ter izpolnjevati naloge, če so izpolnjeni naslednji pogoji: osemletno šolanje, primerno varstvo občanov, preskrba z življenjskimi potrebščinami, komunalna opremljenost, poštne storitve, finančne storitve hranilnice ali banke, knjižnica ter prostori za upravno dejavnost lokalnih skupnosti.
Občina Slovenske Konjice je bila ustanovljena 3. oktobra 1994 ob teritorialnem preoblikovanju komun. Nastala je iz komune Slovenske Konjice, le ta pa je bila preoblikovana v tri manjše samostojne občine in sicer: Slovenske Konjice, Vitanje ter Zreče. V bivši komuni Slovenske Konjice je bilo 85 naselij, imela je 22.443 prebivalcev ter je obsegala 224,1 km2 ozemlja. Od tega je pri delitvi komune občini Slovenske Konjice pripadlo 57 naselij, 13.627 prebivalcev in 97,8 km2 površine. S tem sodi Občina Slovenske Konjice med srednje velike občine.
Naselje Slovenske Konjice se je leta 1980 povečalo za 447 prebivalcev, saj mu je bilo priključeno del naselja Zgornja Pristava ter Vešenika in celotno naselje Prevrat. Leta 1982 je bilo Konjicam priključen tudi del naselja Blato. Na območju današnje občine Slovenske Konjice je bilo leta 1999 razglašeno eno novo samostojno naselje, Štajerska vas, s 44 prebivalci. Leta 1999 so tudi petim naseljem v občini spremenili ime.

## Zgodovina občinskega prostora
Slovenske Konjice so središče zgornjega dela Dravinjske doline, ki je bila poseljena že v starem veku, o čemer pričajo številne najdbe rimskih reliefov, sarkofaga, miljnikov in drugih izkopanin ob nekdanji rimski cesti Emona - Celeia - Poetovio, ki je potekala v bližini. Naselje je nastalo v srednjem veku ob poselitvi Slovanov. V 12. stoletju so bile Konjice že sedež pražupnije, ki se omenja leta 1146 v ohranjeni listini patriarha Pelegrina I. (1131-1161) iz Ogleja,  in je to tudi prva omemba kraja. Naselje je leta 1236 dobilo trške pravice in privilegije, ki pa jih je delilo s konjiškim graščakom, kateremu so tržani plačevali davek in opravljali tlako štiri dni v letu. Imelo je tudi nižje sodišče, krvno sodstvo pa je pripadalo graščaku, oz. od njega določenemu sodniku. 
Konjiški grad se po nekaterih virih prvič omenja leta 1234, z imenom Castrum Gonuvviz. Drugi viri postavljajo njegovo prvo omembo v leto 1148. Njegovi prvi posestniki so bili gospodje Konjiški, ki so bili ministeriali deželnega kneza. Kasneje so jim sledile druge plemiške rodbine, med njimi Tattenbachi, ki so dobili grad v posest leta 1597. Ivan Erazem Tattenbach je sodeloval v neuspelem uporu proti cesarju Leopoldu I., zato so ga v Gradcu obsodili na smrt in obglavili. Grad so leta 1692 kupili žički kartuzijani, ki pa zanj niso skrbeli in je bil že v 18. stoletju že v razvalinah, katerih zadnji lastniki so bili Windischgraetzi.
Na iztrebljenem gozdu tik nad nadžupnijsko cerkvijo je bil zgrajen srednjeveški Trebniški dvorec. Sedanjo stavbo so zgradili Tattenbachi med leti 1630 in 1636.
Med Slovenskim kmečkim uporom leta 1515 so v trgu zborovali uporni kmetje, ki so izbrali 300-člansko vodstvo, to je peticijo z dvanajstimi zahtevami poslalo deželnemu glavarju in posredno cesarju na Dunaju.
Južno železnico so leta 1846 zgradili 15 km vzhodneje, kar je prizadelo trgovske in prometne funkcije naselja (furmanstvo).
Železniška proga Poljčane - Konjice - Zreče je bila nekdanja avstrijska ozkotirna železniška proga (širine 760 mm) med Poljčanami in Slovenskimi Konjicami. Slovenske Konjice je dosegla leta 1892, ter je bila podaljšana do Zreč leta 1920 (opuščena 1961).
Naselje je leta 1850 dobilo okrajno sodišče, leta 1903 pa je postalo sedež okrajnega glavarstva. Konjice so pridevnik »Slovenske« dobile šele leta 1918, da bi se ločile od Konjica v Bosni.

### Prebivalstvo
Sredi leta 2014 je imela občina približno 14.500 prebivalcev (približno 7.350 moških in 7.150 žensk). Po številu prebivalcev je bila med slovenskimi občinami uvrščena na 37. mesto. Na kvadratnem kilometru površine občine je živelo povprečno 149 prebivalcev; torej je bila gostota naseljenosti tu večja kot v celotni državi (102 prebivalca na km2).
Število živorojenih oseb je bilo višje od števila umrlih. Naravni prirast na 1.000 prebivalcev v občini je bil torej v tem letu pozitiven, znašal je 2,1 (v Sloveniji 1,1). Število tistih, ki so se iz te občine odselili, je bilo nižje od števila tistih, ki so se vanjo priselili. Selitveni prirast na 1.000 prebivalcev v občini je bil torej pozitiven, znašal je 7,7. Seštevek naravnega in selitvenega prirasta na 1.000 prebivalcev v občini je bil pozitiven, znašal je 9,8 (v Sloveniji 0,9).
Povprečna starost občanov je bila 41,0 leta in tako nižja od povprečne starosti prebivalcev Slovenije (42,4 leta).
Med prebivalci te občine je bilo število najmlajših – kar je značilnost le redkih slovenskih občin – večje od števila najstarejših: na 100 oseb, starih 0 do 14 let, je prebivalo 97 oseb starih 65 let ali več. To razmerje pove, da je bila vrednost indeksa staranja za to občino nižja od vrednosti tega indeksa za celotno Slovenijo (ta je bila 121). Pove pa tudi, da se povprečna starost prebivalcev te občine dviguje v povprečju počasneje kot v celotni Sloveniji. Podatki po spolu kažejo, da je bila vrednost indeksa staranja za ženske v vseh slovenskih občinah višja od indeksa staranja za moške. V občini Slovenske Konjice je bilo, tako kot v večini slovenskih občin,  med ženskami več tistih, ki so bile stare 65 let ali več, kot tistih, ki so bile stare manj kot 15 let; pri moških pa je bila slika ravno obrnjena.
Med osebami v starosti 15 do 64 let (tj. med delovno sposobnim prebivalstvom) je bilo približno 60 % zaposlenih ali samozaposlenih oseb (tj. delovno aktivnih), kar je več od slovenskega povprečja (57 %). Med aktivnim prebivalstvom občine je bilo v povprečju 14,1 % registriranih brezposelnih oseb, to je več od povprečja v državi (13,1%). Med brezposelnimi je bilo tu – kot v večini slovenskih občin – več žensk kot moških. Povprečna mesečna plača na osebo, zaposleno pri pravnih osebah, je bila v tej občini v bruto znesku za približno 16 % nižja od letnega povprečja mesečnih plač v Sloveniji, v neto znesku pa za približno 13 %.
V obravnavanem letu je bilo v občini 400 stanovanj na 1.000 prebivalcev. Približno 66 % stanovanj je imelo najmanj tri sobe (tj. tri ali več). Povprečna velikost stanovanja je bila 84 m2. Skoraj vsak drugi prebivalec v občini je imel osebni avtomobil (52 avtomobilov na 100 prebivalcev); ta je bil v povprečju star 10 let.

### Šolstvo
V občini danes delujejo tri osnovne šole in sicer: OŠ Ob Dravinji s podružnico Tepanje. K šolskemu okolišu OŠ Ob Dravinji spadajo naselja: Škalce, Slovenske Konjice – levi breg reke Dravinje (KS Slovenske Konjice), Bezina, Strtenik, Gabrovnik (KS Bezina), Brdo, Vešenik, (KS Vešenik – Brdo), Dobrnež, Prežigal, Spodnja Pristava (KS Konjiška vas).
OŠ Pod goro, s podružnicama OŠ Špitalič ter OŠ V parku. Šolski okoliš OŠ Pod goro zajema naselja Blato, Zg. Pristava, Slovenske Konjice – desni breg Dravinje, Breg, Konjiška vas, Nova vas, Polene, 4 Dobrava, Gabrovlje, Zeče, Preloge, Sp. Preloge in od 5. razreda dalje Stare Slemene, Škedenj, Tolsti Vrh, Špitalič, Kraberk, Sojek, Kamna Gora. OŠ Špitalič obiskujejo učenci iz zaselkov Stare Slemene, Zgornje Slemene, Kamna Gora, Tolsti Vrh in Škedenj. Zavod OŠ V parku s svojo dejavnostjo zadovoljuje potrebe po vzgoji in izobraževanju otrok, mladostnikov in mlajših polnoletnih oseb s posebnimi potrebami na območju občin Slov. Konjice, Zreče in Vitanje.
V občini deluje tudi OŠ Loče, s podružničnima šolama Jernej in Žiče. V Konjicah od leta 2003 deluje tudi splošna Gimnazija Slovenske Konjice.
V občini deluje deset vrtcev, od tega devet državnih ter en zasebni. Podatki za leto 2014 kažejo, da jih je obiskovalo 670 otrok. Od vseh otrok v občini, ki so bili stari od 1–5 let, jih je bilo kar 77 % vključenih v vrtec, kar je višji odstotek, kot drugih vrtcih v Sloveniji (76,5 %). V lokalnih osnovnih šolah se je v šolskem letu 2014/2015 izobraževalo približno 1.350 učencev. Različne srednje šole je obiskovalo okoli 610 dijakov. Med 1.000 prebivalci v občini je bilo povprečno 40 študentov in 8 diplomantov; v celotni Sloveniji je bilo na 1.000 prebivalcev povprečno 42 študentov in 9 diplomantov.

### Zgodovinska dediščina in turizem
Najpomembnejši in najbolj znan spomenik občine je Žička kartuzija, kulturni spomenik državnega pomena in eden najstarejših samostanov na Slovenskem sploh. V samostanu, ustanovljenem okoli leta 1160, je bila ena največjih knjižnic tedanjega časa, o kateri je poročal Paolo Santonino v svojem popotnem dnevniku.

## Mednarodno povezovanje

#### Prijateljska mesta[43]
| - Hlohovec, Slovaška (2007) - Kosjerić, Srbija (2009) - Hranice (Okraj Přerov), Češka (2012) - Gornja Stubica, Hrvaška (2013) - Zvezdno mesto, Rusija (2015) - Tolfa, Italija (2016) - Križevci, Hrvaška (2016) - Szazhalombatta, Madžarska (2016) - Biograd na Moru, Hrvaška (2019) |

#### Mednarodni projekti in druge oblike sodelovanja
| - Sollefteå, Švedska (2008-2019) - Konjic, Bosna in Hercegovina - Globasnica, Avstrija - Sveti Petar Orehovec, Hrvaška - Novska, Hrvaška |

## Župani

#### Župani pred letom 1945[44]
- Jožef Pan (Pann) (1850, 1873, ?-1874) [45][46]
- Mihael Lederer (1879, 1885) [47]
- Kummer (1887) [48]
- Johan Štancer (1895)
- Josip Simonitsch (1895, 1896) [49]
- Mihael Lederer (1898, 1899) [50][51]
- Ferdinand Klemen (1899-?) [52]
- Adolf Kadivnik (Kadiunig) (1902-1908) [53][54]
- Franc Kovač (Kowatsch) (1908-1912) [55][56]
- Ferdinand Klemen (1912-1913) [57][58]
- Adolf Kadivnik (Kadiunig) (1916-1918) [59][60]
- Franc Kovač (Kowatsch) (1918-?) [61]
- Franc Gologranc (1921-1924) [62][63]
- Fran Cajner (1924) [64]
- Rado Jereb (1924-1935) [65]
- Alojz Križnič (1935-1937) [66][67]
- Ivan Šelih (1937, 1939)
- Ladislav Waland (1941)

#### Župani med 2. svetovno vojno[44]
- Avgust Raditsch (1941-1945)

#### Župani po letu 1945[68]
- Leopold Mlinarič (1945-1947)
- France Strniša (1947-1948)
- Anton Šporar (1948-1952)
- Leon Mlinarič (1952-1957)
- Adolf Šuc (1957-1961)
- Adolf Tavčar (1961-1967)
- Florjan Jančič (1967-1969)
- Franjo Tepej (1969-1974)
- Filip Beškovnik (1974-1978)
- Franc Ban (1978-1980)
- Tone Turnšek (1980-1986)
- Avgust Špoljar (1986-1990)
- Jože Baraga (1990-1994)
- Janez Jazbec (1994-2006)
- Miran Gorinšek (2006-2018)
- Darko Ratajc (2018)

## Častni občani
- Mihael Napotnik, mariborski škof in knez (* 20. september 1850, † 28. marec 1922)
- Ivan Pajk, nadžupnik in arhidiakon v Slovenskih Konjicah (* 2 maj 1934, † 11. marec 2007)
- Ivan Minatti, slovenski pesnik, prevajalec, urednik in akademik (* 22. marec 1924, † 9. junij 2012)
- Florjan Jančič, dolgoletni direktor Dravinjskega doma in predsednik konjiškega gasilskega društva, pisatelj (* 30. januar 1936)
- Anton Ofentavšek, podjetnik in predsednik KS Tepanje (* 10. maj 1941, † 25. november 2019)
- Jurij Zdovc, igralec in trener košarke (* 13. december 1966)[69]

## Znane osebnosti

### v Slovenskih Konjicah so se rodili:
- Konrad von Hebenstreit - nadškof v Freisingu
- Franc Zamlik - kipar
- Branko Rudolf - književnik
- Ivan Minatti - pesnik
- Mihael Napotnik - Mariborski škof in knez
- Benno Millenkovich - avstro-ogrski kontraadmiral

### s Slovenskimi Konjicami so bili/so povezani:
- Dušan Jereb – slovenski partizan in narodni heroj Jugoslavije
- Jurij (Jure) Zdovc - igralec / trener košarke
- Tomaž Fantoni - furlanski slikar
- Adelma Vay de Vaya - pisateljica, medij in spiritistka
- Zdenka Serajnik - pesnica, pisateljica, prevajalka in pedagoginja
- Arpad Šalamon - umetnik / grafik
- Milan Lamovec - Didi - umetnik / slikar
- Martin Zelenko - kolumnist in pesnik
- princ Hugo Weriand Windischgrätz - plemič in veleposestnik
- Aleksandra Boldin - sociologinja, zgodovinarka in profesorica

## Galerija
- Bezina
- Slovenske Konjice
- Konjiška vas
- Loče
- Škalce
- Špitalič
- Zgornja Pristava
- Žiče